# لاري روبرتس
لاري روبرتس (بالإنجليزية: Larry Roberts) هو لاعب كرة قدم أمريكية أمريكي، ولد في 2 يونيو 1963 في دوثان في الولايات المتحدة، وتوفي في 5 ديسمبر 2016.